# Petrovicie Njegoše

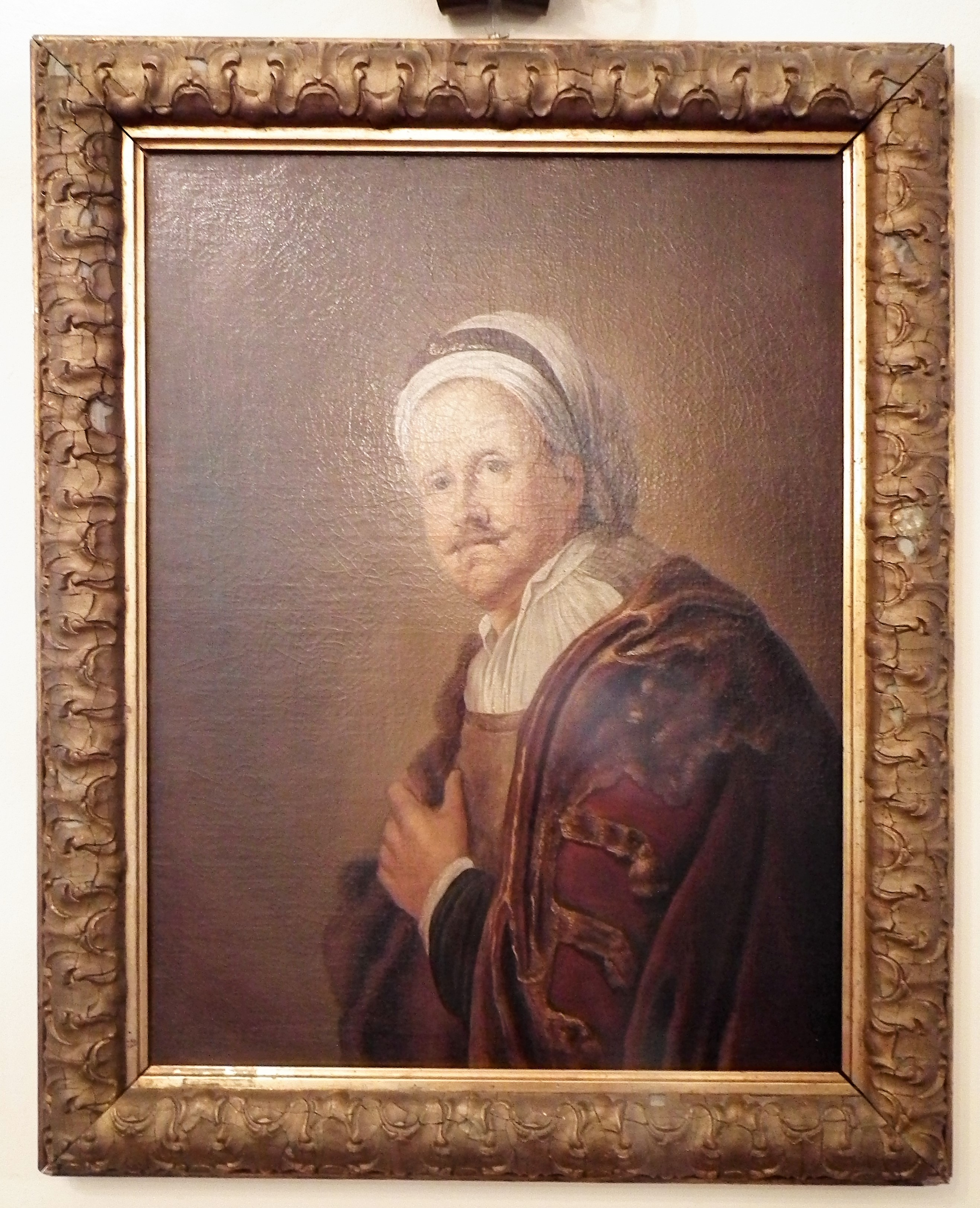
Daniel I, pierwszy władyka z rodu (Muzeum w Grudziądzu)

Piotr II, jeden z najbardziej znanych przedstawicieli rodu, mal. Johann Böss, 1847 (Muzeum Niegoszów w Cetyni)

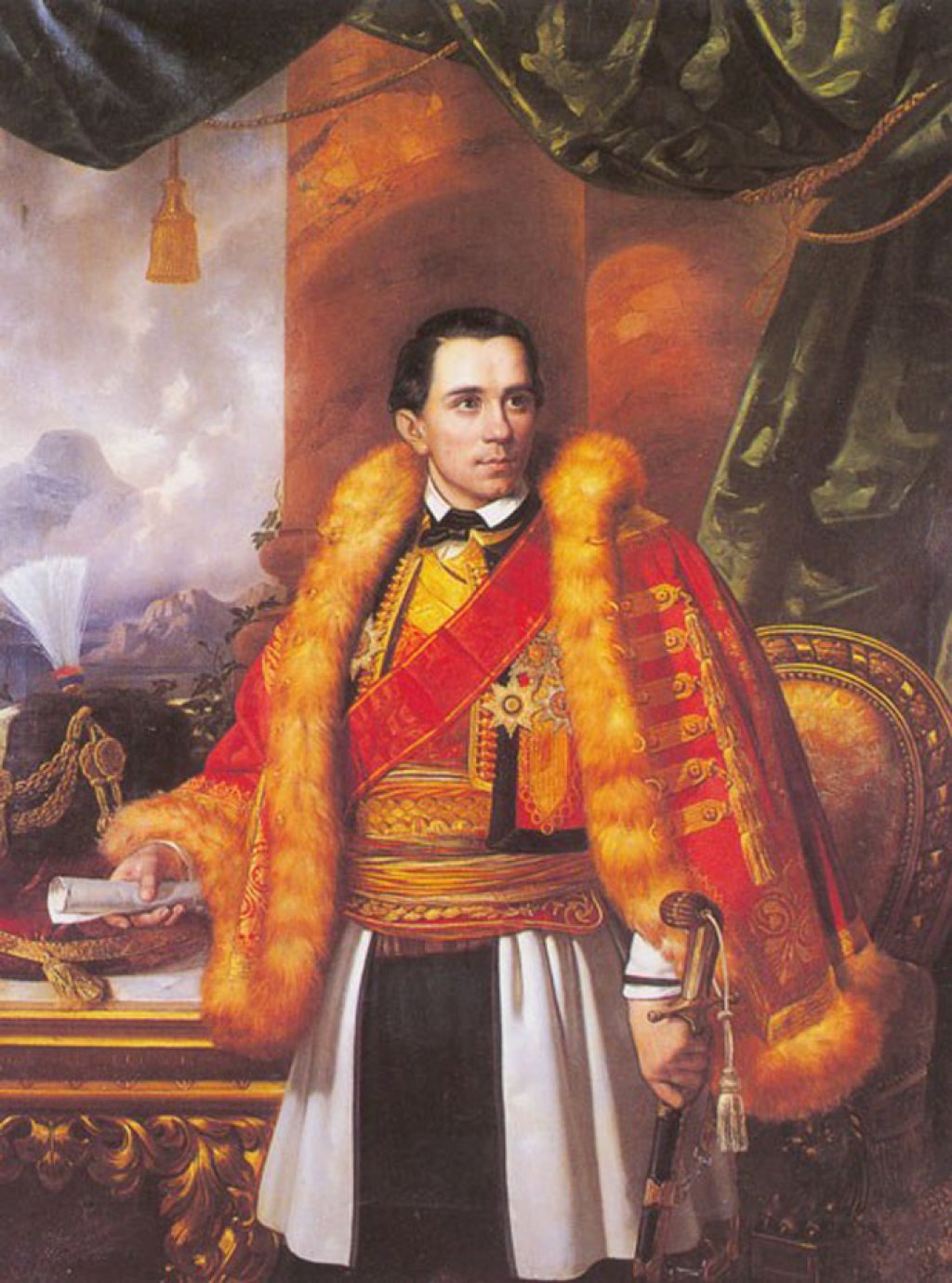
książę Daniel, twórca nowoczesnego państwa czarnogórskiego, mal. Johann Böss, 1855 (Muzeum Króla Mikołaja w Cetyni)

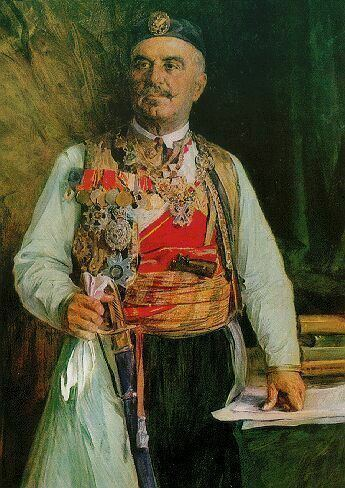
król Mikołaj, ostatni władca Czarnogóry, mal. Antonio Mosca, ok. 1910

Petrowicie-Niegosze (czar. Петровић-Његоши, serb.-chor. Petrović-Njegoši) – rodzima dynastia Czarnogóry władająca krajem w latach 1697–1918. Początkowo poprzez sprawowanie godności prawosławnego księcia-biskupa, tj. władyki, Cetyni i Przymorza. Po sekularyzacji państwa w 1852 dziedziczni książęta, w 1910 podniesieni do rangi królewskiej. W 2011 otrzymali formalny status niepanującej rodziny królewskiej.

## Historia
Najwcześniejsza wzmianka o przodkach późniejszych Petrowiciów pochodzi z 1333, wymieniając Bogutę, biorącego udział w bitwie pod Velbużdem. Pod koniec XIV w. jego potomkowie osiedlili się we wsi Muževice, przenosząc się z okolic Zenicy lub Travnika w Bośni. Pochodzący od nich Jerzy Bogutović osiedlił się 1 marca 1399 w regionie Drobniak, pisząc się odtąd z Drobniaku. Za pośrednictwem możnowładcy bośniackiego Marka Dragona, pojawił się na dworze Vuka Brankovicia (1345–1397). Następnie pełnili rolę klientów możnych Brankoviciów. Kolejni panowie z Drobniaku otrzymali od nich wieś Njeguši, od której przyjęli później swoje nazwisko (z Niegosz).
W 1514 wraz z wymarciem dynastii Czarnojewiciów na Jerzym, ostatnim księciu Zety, metropolia Cetyni i Przymorza przejęła władzę świecką nad krajem ustanawiając Władykat Czarnogóry. W 1697 sobór diecezjalny wybrał władyką Daniela Šćepčevicia (1670–1735), który doprowadził do centralizacji władzy, ograniczając wpływy wieców rodowych na sobór i ustanawiając Zgromadzenie Wszechczarnogórskie (czar. Opštecrnogorski Zbor). Wzmocnił on pozycję władyki poprzez mianowanie następców na zasadzie podobnej do koadiutury, których zatwierdzał Rosyjski Kościół Prawosławny. Od 1735 byli to kolejni przedstawiciele rodu Daniela, którzy utworzyli przez to swoistą teokratyczną dynastię. Początkowo byli to dwaj bracia Bazyli III i Sawa, synowie Piotra, od których patrymonik Petrović (Petrowicz) zaczął być używany jako pierwszy człon nazwiska. W 1858 władyka Daniel II (1826–1860) sekularyzował państwo, rozdzielając władzę duchowną od świeckiej i objął rządy książęce i zmienił zapis nazwiska z Petrowicz z Niegosz na Petrowicz-Niegosz. Ograniczył władzę Zgromadzenia, wprowadzając w jego miejsce wzorowaną na serbskiej Skupsztinę. Nie mając męskiego potomka jego następcą był brat Mirosław (1820–1867), który w 1859 zrzekł się tytułu dziedzicznego księcia na rzecz swojego syna Mikołaja (1841–1921). Panujący od 1860 książę koronował się w 1910. W 1918 Czarnogóra została włączona do Królestwa Serbów, Chorwatów i Słoweńców.
W 1918–1922 dawna rodzina królewska tworzyła w Antibes rząd na uchodźstwie. Następnie kolejne głowy domu zgłaszały swoje pretensje do tronu byłej Czarnogóry, jednak bez większego poparcia politycznego. W 1941–1944 kolaborujące z III Rzeszą tzw. Niezależne Państwo Czarnogórskie uznawało za swojego króla Michała Petrowicia-Niegosza (1908–1986), jednak nigdy nie wyraził on zgody na objęcie rządów.
12 lipca 2011 Skupsztina przyjęła ustawę Prawo o statusie potomków Dynastii Petrowiciów-Niegoszów. Poza zapisami gospodarczymi, przyznającymi rodzinie prawo własności jednej z dawnych rezydencji królewskich w Cetyni, Podgoricy i Njeguši, ustawa nadała im „specjalny status prawny”. Uznano w nim poszanowanie dla domowego prawa dziedziczenia w linii męskiej tytułów honorowych: księcia koronnego oraz księcia dziedzicznego i wielkiego księcia Grahova i Zety. Księciu koronnemu przyznano prawo wypełniania funkcji reprezentacyjnych w imieniu rządu. Wprowadzono tytulaturę rodziny królewskiej do protokołu dyplomatycznego Republiki. Jednocześnie ustawa zobowiązuje członków rodziny królewskiej do wyłącznego obywatelstwa czarnogórskiego, zakazuje im członkostwa w partiach politycznych i związkach zawodowych oraz przewiduje możliwość rozpisania referendum narodowego w sprawie przywrócenia monarchii.

## Genealogia
- Radosław Piotr
  - Stefan ⚭ Sława Anna
    - Piotr (*ok. 1665) ⚭ Władysława
      -  Sawa (1702–1781), władyka Cetyni
      -  Bazyli III (1709–1766), władyka Cetyni
      - Jerzy (ur. ok. 1710) ⚭ Katarzyna Vuković
        - Iwan
        - Mikołaj ⚭ Anastazja
        - Rafał

    -  Daniel I (1670–1735), władyka Cetyni
    - Damian ⚭ Maria
      - Iwan ⚭ Irena Popović
      - Marek ⚭ Aniela Martinović
        - Sawa ⚭ Maria Milić
          - Jerzy ⚭ Anastazja Gopcević
          - Michał ⚭ Joanna Radonić
          - Vuk ⚭ Jolanta Subotić
          - Joanna ⚭ Filip Radonić
          - Anastazja ⚭ Ivan Bojković
          - Anna ⚭ Jakub Tadić

        - Tomisław ⚭ Iwana Proroković
          - Jadwiga ⚭ Joachim Rucović
          - Tomisław (ok. 1800–1854) ⚭ 1) Jadwiga Vrbić, 2) Gospada Bujalić
          -  Piotr II (1813–1851), władyka Cetyni
          - Paweł (zm. 1836)
          - Joanna ⚭ Petar Jurašković

        -  Piotr I Święty (1747–1830), władyka Cetyni
        - Joanna ⚭ Jerzy Dolanić
        - Aniela ⚭ Łukasz Vukiciević
        - Stefan ⚭ Aniela Radamović
          - Stanisław (1790–1851) ⚭ Krystyna Vrbista
            - Mirosław (1820–1867) ⚭ Anastazja Martinović
              - Anastazja (zm. 1879) ⚭ Savo Plemenac
              - Maria ⚭ J. Godević
              -  Mikołaj (1841–1921) kr. Czarnogóry ⚭ Milena Vukotić
                - Ljublica (Wioleta) (1864–1890) ⚭ Piotr, kr. SHS
                - Milena (1866–1951) ⚭ Piotr Nikołajewicz Romanow
                - Anastazja (1868–1935) ⚭ Mikołaj Nikołajewicz Romanow
                - Maria (1869–1885) ⚭ Andrija Pepović
                -  Daniel (1872–1939) ⚭ Judyta Meklemburska
                - Helena (1873–1952) ⚭ Wiktor Emanuel III, kr. Włoch
                - Anna (1874–1971) ⚭ Franciszek Battenberg
                - Zofia (1876)
                - Mirosław Dymitr (1879–1918) ⚭ Natalia Konstantinović
                  - Stefan (1903–1908)
                  - Stanisław (1905–1908)
                  -  Michał (1908–1986) ⚭ Genowefa Prigent
                    -  Mikołaj (II) (ur. 1944), ks. koronny Czarnogóry ⚭ Franciszka Navarro
                      - Altinaja (ur. 1977), księżniczka Czarnogóry ⚭ Antoni Martynow
                      - Borys (ur. 1980), dziedziczny ks. Czarnogóry ⚭ Weronika Haillot Canas da Silva
                        - Milena (ur. 2008)
                        - Antonina (ur. 2013)

                  - Paweł (1910–1933)
                  - Emanuel (1912–1928)

                - Ksenia (1881–1960)
                - Wiera (1887–1927)
                - Piotr (1889–1932) ⚭ Wioleta Wagner

            - Piotr (1822–1859)
              - Bożydar (1846–1927)
              - Jerzy
              - Marek

            -  Daniel (1826–1860) ks. Czarnogóry ⚭ Daria Kvekić
              - Olga (1859–1896)